# A Cinderella Story: Christmas Wish
A Cinderella Story: Christmas Wish è un film del 2019 diretto da Michelle Johnston. Si tratta del quinto film del franchise di A Cinderella Story.

## Distribuzione
Il film è stato distribuito sulle piattaforme streaming e on demand a partire dal 15 ottobre 2019, per poi essere pubblicato su DVD a partire dal 29 ottobre 2019.